# National Hockey League 1981/1982
National Hockey League 1981/1982 var den 65:e säsongen av NHL. 21 lag spelade 80 matcher i grundserien innan Stanley Cup drogs igång den 7 april 1982. Stanley Cup vanns av New York Islanders som tog sin tredje titel, efter finalseger mot Vancouver Canucks
med 4-0 i matcher.
Grundserien vanns av New York Islanders på 118 poäng, före Edmonton Oilers på 111 poäng. Edmonton blev också historiska denna säsong genom att bli första lag att göra över 400 mål under grundserien.
Poängligan vanns av Wayne Gretzky, Edmonton Oilers, på 212 poäng (92 mål plus 120 assist). Det var första gången en spelare gjorde över 200 poäng under grundserien.
Colorado Rockies gjorde sin sjätte och sista säsong. Inför säsongen 1982/1983 flyttade laget till New Jersey och blev New Jersey Devils.
William M. Jennings Trophy delades ut för första gången, och det gick till Rick Wamsley och Denis Herron, Montreal Canadiens.

## Grundserien 1981/1982

### Prince of Wales Conference

#### Adams Division
| Nr | Lag                | S  | V  | O  | F  | GM  | IM  | MS   | P   |
| -- | ------------------ | -- | -- | -- | -- | --- | --- | ---- | --- |
| 1  | Montreal Canadiens | 80 | 46 | 17 | 17 | 360 | 223 | +137 | 109 |
| 2  | Boston Bruins      | 80 | 43 | 10 | 27 | 323 | 285 | +38  | 96  |
| 3  | Buffalo Sabres     | 80 | 39 | 15 | 26 | 307 | 273 | +34  | 93  |
| 4  | Quebec Nordiques   | 80 | 33 | 16 | 31 | 356 | 345 | +11  | 82  |
| 5  | Hartford Whalers   | 80 | 21 | 18 | 41 | 264 | 351 | −87  | 60  |

#### Patrick Division
| Nr | Lag                 | S  | V  | O  | F  | GM  | IM  | MS   | P   |
| -- | ------------------- | -- | -- | -- | -- | --- | --- | ---- | --- |
| 1  | New York Islanders  | 80 | 54 | 10 | 16 | 385 | 250 | +135 | 118 |
| 2  | New York Rangers    | 80 | 39 | 14 | 27 | 316 | 306 | +10  | 92  |
| 3  | Philadelphia Flyers | 80 | 38 | 11 | 31 | 325 | 313 | +12  | 87  |
| 4  | Pittsburgh Penguins | 80 | 31 | 13 | 36 | 310 | 337 | −27  | 75  |
| 5  | Washington Capitals | 80 | 26 | 13 | 41 | 319 | 338 | −19  | 65  |

### Clarence Campbell Conference

#### Norris Division
| Nr | Lag                   | S  | V  | O  | F  | GM  | IM  | MS  | P  |
| -- | --------------------- | -- | -- | -- | -- | --- | --- | --- | -- |
| 1  | Minnesota North Stars | 80 | 37 | 20 | 23 | 346 | 288 | +58 | 94 |
| 2  | Winnipeg Jets         | 80 | 33 | 14 | 33 | 319 | 332 | −13 | 80 |
| 3  | St. Louis Blues       | 80 | 32 | 8  | 40 | 315 | 349 | −34 | 72 |
| 4  | Chicago Black Hawks   | 80 | 30 | 12 | 38 | 332 | 363 | −31 | 72 |
| 5  | Toronto Maple Leafs   | 80 | 20 | 16 | 44 | 298 | 380 | −82 | 56 |
| 6  | Detroit Red Wings     | 80 | 21 | 12 | 47 | 270 | 351 | −81 | 54 |

#### Smythe Division
| Nr | Lag               | S  | V  | O  | F  | GM  | IM  | MS   | P   |
| -- | ----------------- | -- | -- | -- | -- | --- | --- | ---- | --- |
| 1  | Edmonton Oilers   | 80 | 48 | 15 | 17 | 417 | 295 | +122 | 111 |
| 2  | Vancouver Canucks | 80 | 30 | 17 | 33 | 290 | 286 | +4   | 77  |
| 3  | Calgary Flames    | 80 | 29 | 17 | 34 | 334 | 345 | −11  | 75  |
| 4  | Los Angeles Kings | 80 | 24 | 15 | 41 | 314 | 369 | −55  | 63  |
| 5  | Colorado Rockies  | 80 | 18 | 13 | 49 | 241 | 362 | −121 | 49  |

## Poängligan grundserien 1981/82
Not: SM = Spelade matcher, M = Mål, A = Assist, Pts = Poäng
| Spelare         | Lag                   | SM | M  | A   | Pts |
| --------------- | --------------------- | -- | -- | --- | --- |
| Wayne Gretzky   | Edmonton Oilers       | 80 | 92 | 120 | 212 |
| Mike Bossy      | New York Islanders    | 80 | 64 | 83  | 147 |
| Peter Šťastný   | Quebec Nordiques      | 80 | 46 | 93  | 139 |
| Dennis Maruk    | Washington Capitals   | 80 | 60 | 76  | 136 |
| Bryan Trottier  | New York Islanders    | 80 | 50 | 79  | 129 |
| Denis Savard    | Chicago Black Hawks   | 80 | 32 | 87  | 119 |
| Marcel Dionne   | Los Angeles Kings     | 78 | 50 | 67  | 117 |
| Bobby Smith     | Minnesota North Stars | 80 | 43 | 71  | 114 |
| Dino Ciccarelli | Minnesota North Stars | 76 | 55 | 51  | 106 |
| Dave Taylor     | Los Angeles Kings     | 78 | 39 | 67  | 106 |

## Slutspelet
16 lag gör upp om Stanley Cup. Åttondelsfinalerna avgjordes i bäst av fem matcher, från kvartsfinalerna avgjordes det i bäst av sju matcher.
|  | Åttondelsfinaler      | Åttondelsfinaler   |                     |   | Kvartsfinaler | Kvartsfinaler |  |  | Semifinaler | Semifinaler |  |  | Final | Final |
|  |                       |                    |                     |   |               |               |  |  |             |             |  |  |       |       |
|  |                       |                    |                     |   |               |               |  |  |             |             |  |  |       |       |
|  |                       |                    |                     |   |               |               |  |  |             |             |  |  |       |       |
|  | Montreal Canadiens    | 2                  |                     |   |               |               |  |  |             |             |  |  |       |       |
|  | Montreal Canadiens    | 2                  |                     |   |               |               |  |  |             |             |  |  |       |       |
|  | Quebec Nordiques      | 3                  |                     |   |               |               |  |  |             |             |  |  |       |       |
|  | Quebec Nordiques      | 3                  | Quebec Nordiques    | 4 |               |               |  |  |             |             |  |  |       |       |
|  |                       |                    | Quebec Nordiques    | 4 |               |               |  |  |             |             |  |  |       |       |
|  |                       | Boston Bruins      | 3                   |   |               |               |  |  |             |             |  |  |       |       |
|  | Boston Bruins         | Boston Bruins      | 3                   | 3 |               |               |  |  |             |             |  |  |       |       |
|  | Boston Bruins         |                    |                     | 3 |               |               |  |  |             |             |  |  |       |       |
|  | Buffalo Sabres        | 1                  |                     |   |               |               |  |  |             |             |  |  |       |       |
|  | Buffalo Sabres        | 1                  | Quebec Nordiques    | 0 |               |               |  |  |             |             |  |  |       |       |
|  |                       |                    | Quebec Nordiques    | 0 |               |               |  |  |             |             |  |  |       |       |
|  |                       | New York Islanders | 4                   |   |               |               |  |  |             |             |  |  |       |       |
|  | New York Islanders    | New York Islanders | 4                   | 3 |               |               |  |  |             |             |  |  |       |       |
|  | New York Islanders    |                    |                     | 3 |               |               |  |  |             |             |  |  |       |       |
|  | Pittsburgh Penguins   | 2                  |                     |   |               |               |  |  |             |             |  |  |       |       |
|  | Pittsburgh Penguins   | 2                  | New York Islanders  | 4 |               |               |  |  |             |             |  |  |       |       |
|  |                       |                    | New York Islanders  | 4 |               |               |  |  |             |             |  |  |       |       |
|  |                       | New York Rangers   | 2                   |   |               |               |  |  |             |             |  |  |       |       |
|  | New York Rangers      | New York Rangers   | 2                   | 3 |               |               |  |  |             |             |  |  |       |       |
|  | New York Rangers      |                    |                     | 3 |               |               |  |  |             |             |  |  |       |       |
|  | Philadelphia Flyers   | 1                  |                     |   |               |               |  |  |             |             |  |  |       |       |
|  | Philadelphia Flyers   | 1                  | New York Islanders  | 4 |               |               |  |  |             |             |  |  |       |       |
|  |                       |                    | New York Islanders  | 4 |               |               |  |  |             |             |  |  |       |       |
|  |                       | Vancouver Canucks  | 0                   |   |               |               |  |  |             |             |  |  |       |       |
|  | Minnesota North Stars | Vancouver Canucks  | 0                   | 1 |               |               |  |  |             |             |  |  |       |       |
|  | Minnesota North Stars |                    |                     | 1 |               |               |  |  |             |             |  |  |       |       |
|  | Chicago Black Hawks   | 3                  |                     |   |               |               |  |  |             |             |  |  |       |       |
|  | Chicago Black Hawks   | 3                  | Chicago Black Hawks | 4 |               |               |  |  |             |             |  |  |       |       |
|  |                       |                    | Chicago Black Hawks | 4 |               |               |  |  |             |             |  |  |       |       |
|  |                       | St. Louis Blues    | 2                   |   |               |               |  |  |             |             |  |  |       |       |
|  | Winnipeg Jets         | St. Louis Blues    | 2                   | 1 |               |               |  |  |             |             |  |  |       |       |
|  | Winnipeg Jets         |                    |                     | 1 |               |               |  |  |             |             |  |  |       |       |
|  | St. Louis Blues       | 3                  |                     |   |               |               |  |  |             |             |  |  |       |       |
|  | St. Louis Blues       | 3                  | Chicago Black Hawks | 1 |               |               |  |  |             |             |  |  |       |       |
|  |                       |                    | Chicago Black Hawks | 1 |               |               |  |  |             |             |  |  |       |       |
|  |                       | Vancouver Canucks  | 4                   |   |               |               |  |  |             |             |  |  |       |       |
|  | Edmonton Oilers       | Vancouver Canucks  | 4                   | 2 |               |               |  |  |             |             |  |  |       |       |
|  | Edmonton Oilers       |                    |                     | 2 |               |               |  |  |             |             |  |  |       |       |
|  | Los Angeles Kings     | 3                  |                     |   |               |               |  |  |             |             |  |  |       |       |
|  | Los Angeles Kings     | 3                  | Los Angeles Kings   | 1 |               |               |  |  |             |             |  |  |       |       |
|  |                       |                    | Los Angeles Kings   | 1 |               |               |  |  |             |             |  |  |       |       |
|  |                       | Vancouver Canucks  | 4                   |   |               |               |  |  |             |             |  |  |       |       |
|  | Vancouver Canucks     | Vancouver Canucks  | 4                   | 3 |               |               |  |  |             |             |  |  |       |       |
|  | Vancouver Canucks     |                    |                     | 3 |               |               |  |  |             |             |  |  |       |       |
|  | Calgary Flames        | 0                  |                     |   |               |               |  |  |             |             |  |  |       |       |
|  | Calgary Flames        | 0                  |                     |   |               |               |  |  |             |             |  |  |       |       |

## Stanley Cup-final
New York Islanders vs. Vancouver Canucks
New York Islanders vann serien med 4-0 i matcher

## NHL awards
| 1981–82 NHL awards              | 1981–82 NHL awards                                     |
| ------------------------------- | ------------------------------------------------------ |
| Prince of Wales Trophy:         | New York Islanders                                     |
| Clarence S. Campbell Bowl:      | Vancouver Canucks                                      |
| Art Ross Memorial Trophy:       | Wayne Gretzky, Edmonton Oilers                         |
| Bill Masterton Memorial Trophy: | Glenn Resch, Colorado Rockies                          |
| Calder Memorial Trophy:         | Dale Hawerchuk, Winnipeg Jets                          |
| Conn Smythe Trophy:             | Mike Bossy, New York Islanders                         |
| Frank J. Selke Trophy:          | Steve Kasper, Boston Bruins                            |
| Hart Memorial Trophy:           | Wayne Gretzky, Edmonton Oilers                         |
| Jack Adams Award:               | Tom Watt, Winnipeg Jets                                |
| James Norris Memorial Trophy:   | Doug Wilson, Chicago Black Hawks                       |
| Lady Byng Memorial Trophy:      | Rick Middleton, Boston Bruins                          |
| Lester B. Pearson Award:        | Wayne Gretzky, Edmonton Oilers                         |
| NHL Plus/Minus Award:           | Wayne Gretzky, Edmonton Oilers                         |
| William M. Jennings Trophy:     | Rick Wamsley och Denis Herron, båda Montreal Canadiens |
| Vezina Trophy:                  | Billy Smith, New York Islanders                        |
| Lester Patrick Trophy:          | Emile Francis                                          |

## All-Star
| Första laget                     | Position | Andra laget                        |
| -------------------------------- | -------- | ---------------------------------- |
| Billy Smith, New York Islanders  | M        | Grant Fuhr, Edmonton Oilers        |
| Doug Wilson, Chicago Black Hawks | B        | Paul Coffey, Edmonton Oilers       |
| Ray Bourque, Boston Bruins       | B        | Brian Engblom, Montreal Canadiens  |
| Wayne Gretzky, Edmonton Oilers   | C        | Bryan Trottier, New York Islanders |
| Mike Bossy, New York Islanders   | HF       | Rick Middleton, Boston Bruins      |
| Mark Messier, Edmonton Oilers    | VF       | John Tonelli, New York Islanders   |

## Debutanter
Kända debutanter under säsongen:
- Ron Francis, Hartford Whalers
- Grant Fuhr, Edmonton Oilers
- Ivan Hlinka, Vancouver Canucks
- Pelle Lindbergh, Philadelphia Flyers
- Al MacInnis, Calgary Flames
- Marian Šťastný, Quebec Nordiques
- Thomas Steen, Winnipeg Jets
- John Vanbiesbrouck, New York Rangers